# Осокорки
Осокорки́ — історична місцевість на лівому березі Дніпра біля Південного мосту у Києві, що сформувалася на основі села Осокорки. Осокорки дали назву однойменному житловому масиву, збудованому поруч з історичною територією села Осокорки.

## Село та історична місцевість

### Історія
Вперше село Осокорки згадане в документах 1070 року, коли київський князь Всеволод Ярославич подарував село Осокорки разом з перевозом через Дніпро Видубицькому монастирю. Назва походить від осокорів, гаї яких здавна росли поблизу тутешніх озер.

#### Литовсько-польська доба
У 1530-х ігумен Видубицького монастиря звертається до польського короля Сигізмунда II з приводу підтвердження права володіння цими землями, і в 1538 король видає відповідну грамоту. Незважаючи на це, протягом століть йшла уперта боротьба за Осокорки між Видубицьким монастирем та Києво-Печерською лаврою. Землі переходили від одного монастиря до іншого, неодноразово здійснювалися спроби розмежування земель.
У середині вересня 1593 в Осокорках навпроти Либідського перевозу через Дніпро розташовувався чотиритисячний загін козаків, ймовірно учасників повстання Косинського, які вимагали покарати винних у смерті своїх переговірників.
За свідченням земського писаря Федора Сущанського Проскури від 9 серпня 1638 року, якому Петро Могила віддав право збирати подимний податок з підданих Видубицького монастиря в Осокорках, в селі не залишилося жодного підданого Видубицького монастиря окрім отамана, що платив подимний податок у розмірі одного золотого. За свідченням підвоєводи Олександра Ленкевича Іпогорського від 18 лютого 1647 року, якому право на збір подимного податку передав ігумен Видубецького монастиря Ігнатій Оксенович Старушич, в Осокорках було 17 димів, що відповідало 17 золотим подимного податку.
На 1641 осокорські землі вважалися беззаперечною власністю Видубицького монастиря. В цей час митрополит Петро Могила здав у оренду на три роки осокорські володіння з озерами, криницями, сіножатями й шинками своєму слузі Константію Браминському, за що Браминський щороку на початку року мав віддавати по 10 кіп Видубицькому монастиреві.
У 1645 вийшов декрет, що закріплював землі за Видубицьким монастирем. Авторами декрету були митрополит Петро Могила, ігумени Микільського та Троїцького Больничного монастирів, київський воєвода Іван Тишкевич, «воєводина Руська» Феофіла Собецька та три сеймових комісари.
У Осокорках, при Либідському перевозі, за часів ігуменства Ігнатія Старушича у Видубецькому монастирі  було зведено корчму, де продавалися горілка, пиво та мед.

#### Гетьманщина
Осокорки входили до складу Гоголівської сотні Переяславського, а згодом Київського полку.
На прохання ігумена Видубицького монастиря Лаврентія Горки гетьман Іван Скоропадський у 1718 підтвердив декрет Петра Могили про закріплення осокорських земель за Видубицьким монастирем, проте вже у 1720 Лавра домоглася від московитського царя Петра І передачі їй Осокорків. Скарга Видубицького монастиря призвела до того, що Осокорки поділили на дві частини: більшу (29 дворів), під назвою «село Осокорки», віддали Лаврі, а меншу (13 дворів) — «деревня Осокорки» — Видубицькому монастирю (за тогочасною термінологією критерієм села і дєрєвні була наявність чи відсутність церкви). Цей поділ ухвалили київський губернатор Петро Голіцин та гетьман Іван Скоропадський. Втім, це не зупинило ворожнечу між двома монастирями, обидві сторони влаштовували розбійні напади одна на одну, руйнували будівлі та млини.
Щонайменше з 1725 у селі була церква Івана Богослова.
4 жовтня 1754 року два наплавних млини, що належали Видубицькому монастиреві та знаходилися біля Осокорського берега Дніпра, у рамках майнового конфлікту із Києво-Печерською Лаврою зловмисниками, які повідрубували кріплення, було пущено за течією. Млини було перехоплено зі значними зусиллями та збитками нижче за течією.
Щонайпізніше у 1755 у розписі церкви Осокорків брав участь Галик Алімпій.
Станом на 1766 тут було 42 двори та 346 мешканців.
У 1781 в Осокорках було 48 хат, населення на 1787 складало 209 осіб.

#### Післякозацька доба
З кінця XVIII століття Осокорки були казенним селом. 
У 1795 році в Осокорках було 47 дворів, де мешкали 223 особи чоловічої та 196 особи жіночої статі. 
У 1859 тут налічувалося 136 дворів, чоловіче населення становило 343 особи, а жіноче — 396 осіб. У 1897 тут було вже 197 дворів та 1 641 мешканець.
У 1876 Осокорки разом із сусіднім селом Позняки утворювали одну церковну парафію, в якій було два священики (настоятель Іван Кибальчич та його помічник Микола Імшенецький) та два псаломщики (Андрій Корольов та Тимофій Миколаєнко.).
Тут була дерев'яна церква Івана Богослова та при ній церковно-парафіяльна школа. Тимофій Миколаєнко був пономарем в Осокорках з січня 1864. 25 вересня 1869 року наново облаштовану церкву Івана Богослова було освячено священиком Рожаліним. 
На 1877 рік до церкви Івана Богослова у Осокорках було приписано 459 парафіян чоловічої статі, а до Трьохсвятительської церкви у Позняках 241.
У 1892 в Осокорках було 229 домоволодінь, населення складало 1408 осіб.
У 1894 в Осокорках київським купцем Семеном Могилевцевим відкрито лісопильню з використанням парових машин.
У 1898 в Осокорках засноване земське початкове народне училище, в якому на 1901 навчалися 45 хлопців і 6 дівчат.
Осокорки були одним з центрів лозоплетіння Київського Лівобережжя.
У 1802-1903 Осокорки входили до Броварської, а в 1903—1923 — до новоствореної у 1903 Микільсько-Слобідської волості Остерського повіту Чернігівської губернії із центром у Микільській слобідці.
У 1917 населення складало 2546 осіб.

#### Визвольні змагання
На початку 1918 у Осокорській школі зберігався прапор Богданівського
полку, що був винесений із захопленого більшовиками Києва козаком І. Лук'яненком. Сам Лук'яненко у цей час переховувався в Лубенському повіті у рідних. 16 березня 1918 він передав прапор начальнику Головного штабу УНР Олександру Осецькому. Згодом головний штаб УНР передав прапор на зберігання у Український державний військово-історичний музей, що належав на той час до військово-наукового відділу Генерального штабу УНР.

#### Радянський час
У грудні 1919 Петро Алексієнко, рибалка з села Осокорки, провів по тонкій дніпровій кризі до Києва 2-й Богунський полк 44-ї стрілецької дивізії, що дало змогу більшовикам вибити денікінців з Києва.
В результаті виборів до місцевих органів влади у серпні 1920 сільраду Осокорків очолив Павло Степаненко. З 1923 село підпорядковувалося Броварському району Київської округи, а з 1927 — Київському району. У 1930—1935 Осокорки входили до Київської приміської смуги.
На початку осені 1924 року Осокорки були охоплені епідемією скарлатини. Для постійного обслуговування району Осокорків, Позняків, Микільської та Передмостової Слобідок було відряджено спеціального лікаря. Для госпіталізації хворих цього райому було передбачено Микільсько-Слобідську лікарню, яку було повністю переустатковано на скарлатинозну лікарню на 20 ліжок.
Восени 1925 у Осокорках для електрифікації села засновано пайове товариство «Іскра Ілліча».
За переписом населення 17 грудня 1926 у Осокорках було 582 господарства, населення села складало 2718 осіб, усі українці за національністю, з них 1280 чоловіків та 1438 жінок.
Станом на 1931 тут налічувався 561 двір і мешкало 2176 жителів. Село дуже постраждало від повені 1931. Багато сімей після повені переселилися на більш високі ділянки, зокрема у Красному Хуторі (у бору, як казали й кажуть Осокорці) та на Теличці. Населення Осокорків у 1932 складало 2180 осіб, з яких 1100 померло під час голодомору. В цей час в Осокорках діяла банда, ватажком якої був Бовт Омелько зі своїми синами.
3 квітня 1935 року Постановою Президії Центрального Виконавчого Комітету УСРР у міську зону Києва були включені села Осокорки і Позняки, одночасно Осокорківська та Позняківська сільради були ліквідовані. У 1939 році тут проживали 2211 осіб.
У 1936—1941 рр. на території Осокорків велося спорудження частини комплексу підземних тунелів під Дніпром, призначених для стратегічної підруслової залізниці.
29 вересня 1943 року радянські війська звільнили Осокорки від німецьких окупантів. 120 осокорців загинулили протягом Другої світової війни.
Після закінчення війни в Осокорках працює восьмирічна школа № 62. Рішенням виконавчого комітету Київської ради депутатів трудящих від 9 вересня 1969 року № 1631 восьмирічну школу було реорганізовано в середню. До 1969 року середню освіту мешканці Осокорків здобували у інших школах Києва, зокрема у школі № 129, недалеко від Дарницької площі.
У 1980 році почалися роботи з намивання території для будівництва нового масиву. Тоді ж починається будівництво Південного мосту (введений в експлуатацію в 1990 році) і Сирецько-Печерської лінії Київського метрополітену.
У 1984 році селу Осокорки надали статус селища міського типу в межах Дарницького району Києва. У 1986 році частину селища Осокорки було знесене для будівництва нової магістралі — проспекту Миколи Бажана, а також транспортної розв'язки біля Південного мосту. Мешканців здебільшого переселено на новозбудований Харківський масив.
У 1989 році селище повернуте до складу міста. У 1993 році починається будівництво житлового масиву Осокорки між проспектом Бажана та Колекторною вулицею.
У 1989—2001 році Осокорки входили до Харківського району Києва, з 2001 року — у складі Дарницького району.

### Топоніміка
До середини 1950-х років селище Осокорки поділялося на ряд кутків: Зариваха, Занохин (північна частина), Завальна (вздовж сучасної однойменної вулиці), Бессарабочка (нині Зарічна вулиця), Маслівка, Підбірна, Підлипка (південна частина). У 1950-х роках сільським вулицям були присвоєні назви, які здебільшого походили від назв кутків — Бессарабська (сучасна назва — Алімпія Галика), Завальна, Маслівка, Підбірна (сучасна назва — Костянтина Ареф'єва), Підлипка.
На честь селища були названі Осокорська вулиця та Осокорський провулок.
Місцевість в районі сучасних вулиць Гмирі, Крушельницької, Вишняківської, Руденко, Гришка мала назву Чорні Лози, можливо, через чагарники з довгими чорними стеблями, що росли тут до забудови місцевості.

## Житловий масив

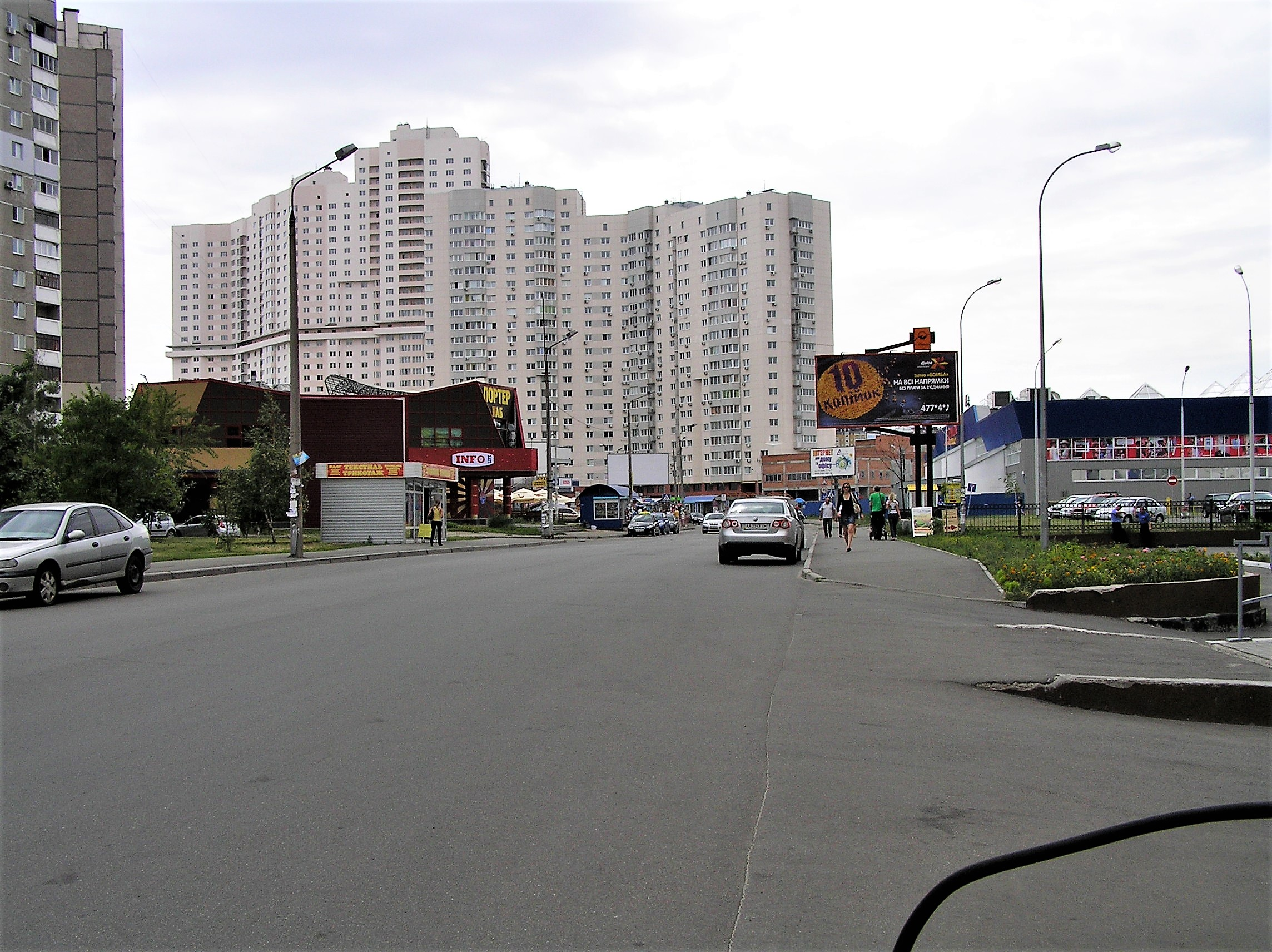
Вулиця Олександра Мишуги

Житловий масив Північні Осокорки є наймолодшим масивом Києва — його будівництво почалося у 1993 роціна осушених заболочених землях навколо села Осокорки. Він розташований у Дарницькому районі між річкою Дніпро, проспектом Миколи Бажана та озером Вирлиця. Межує з масивами Позняки, Харківський та садово-дачними ділянками «Нижні Сади».
Розвиток житлових масивів Осокорки та Позняки багато в чому був обумовлений спорудженням Південного мостового переходу та прокладанням Сирецько-Печерської лінії метрополітену, перші станції якої з'явились на лівому березі раніше за нові мікрорайони.

### Забудова
Станом на початок 2015 року масив Осокорки ділиться на 10 мікрорайонів:
- 2-й, 3-й та 4-й мікрорайони («Молодіжний квартал») — між вулицями Григорія Ващенка, Софії Русової і Єлизавети Чавдар.
- 6-й мікрорайон — між вулицями Єлизавети Чавдар, Бориса Гмирі і проспектом Миколи Бажана.
- 7-й мікрорайон — між вулицями Бориса Гмирі, Михайла Гришка та проспектом Петра Григоренка.
- 7-й «А» мікрорайон — між вулицею Михайла Гришка та проспектом Миколи Бажана.
- 9-й мікрорайон — між вулицями Лариси Руденко, Соломії Крушельницької, Олександра Мишуги та проспектом Петра Григоренка.
- 9-й «А» мікрорайон — між вулицями Олександра Мишуги, Лариси Руденко, проспектами Григоренка та Миколи Бажана.
- 10-й мікрорайон — між вулицями Ревуцького, Вишняківською, Лариси Руденко і проспектом Миколи Бажана.
- 11-й мікрорайон — між вулицями Вишняківською, Лариси Руденко, Соломії Крушельницької.

Першими були зведені мікрорайони 7-й, 9-й і 10-й, пізніше — 11-й. Наприкінці 1990-х — на початку 2000-х із зведенням торгово-розважальних центрів «Піраміда» та «Аладдін» почалася забудова мікрорайонів 7-«А» та 9-«А». В середині 2000-х років почалося зведення мікрорайону Осокорки-6, на початку 2010-х — «Молодіжного кварталу». У 2014 році почалося будівництво ЖК «Патріотика» у запланованому 5-му мікрорайоні Осокорків (на південь від вулиць Єлизавети Чавдар і Бориса Гмирі).
Також існує промислова зона Осокорки між озером Тягле та селищем Бортничі.

## Географія
До 1990-х років навколо Осокорків були переважно заплавні луки, де випасали худобу мешканці навколишніх сіл, струмки, болота і озера. Для будівництва метро, проспекту Бажана та нових житлових масивів почалося осушення заболочених земель та намивання ґрунту. Це призвело до разючих змін місцевих ландшафтів. Осокорки були розділені насипом, по якому прокладений проспект Бажана, на дві частини. Разюче змінилися обриси берегової лінії навколишніх заток Дніпра та озер, що існували між Осокорками та Бортничами — Вирлиці, Небрежа, Мартишева, Тяглого. На території приватного сектора та садово-дачних ділянок є низка так званих Осокорківських озер, найбільші з яких мають власні назви та знаходяться на балансі муніципального КП «Плесо» — Зариваха, Підбірна, Яремине

## Транспорт та інфраструктура

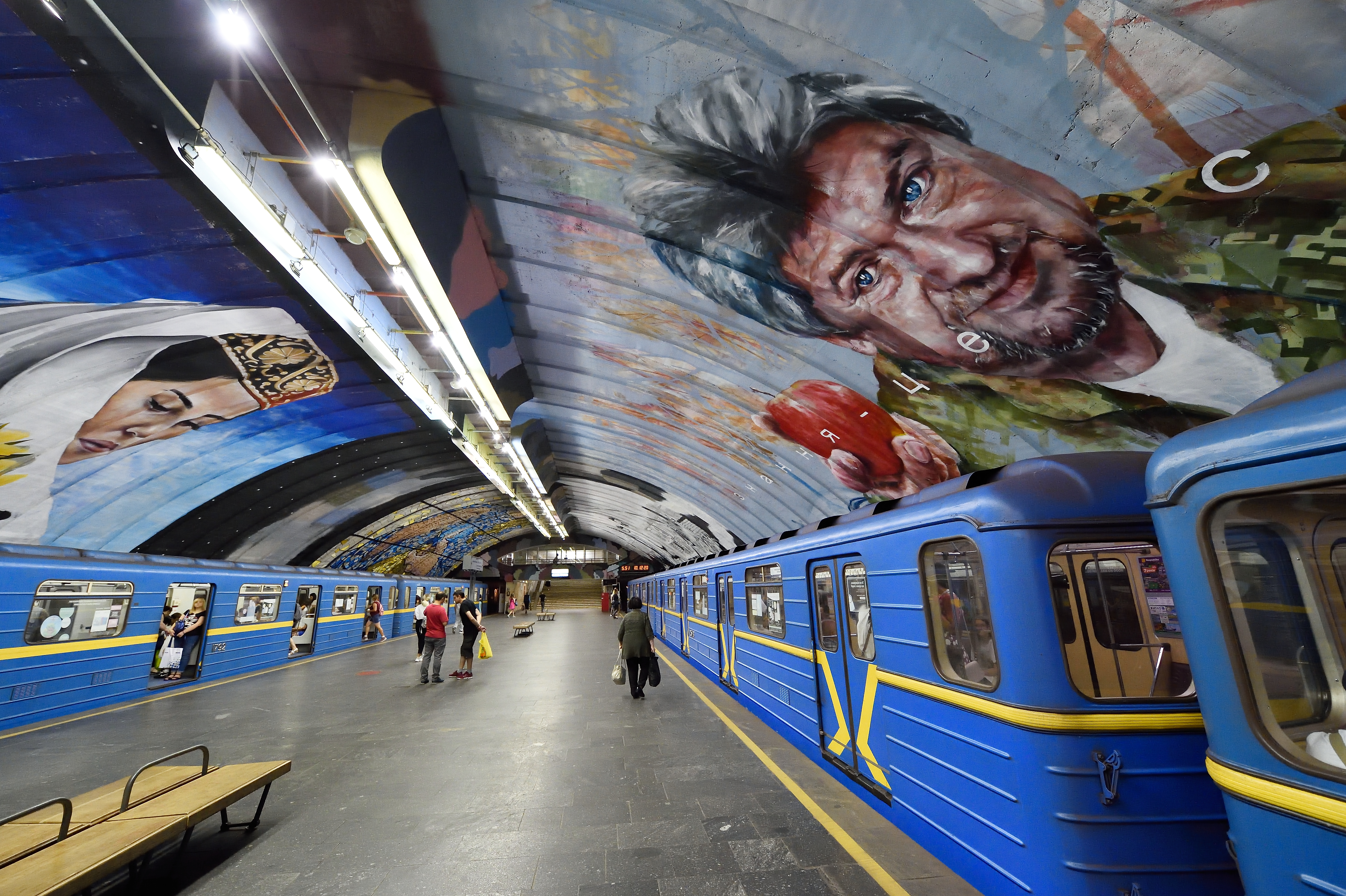
Станція метро Осокорки

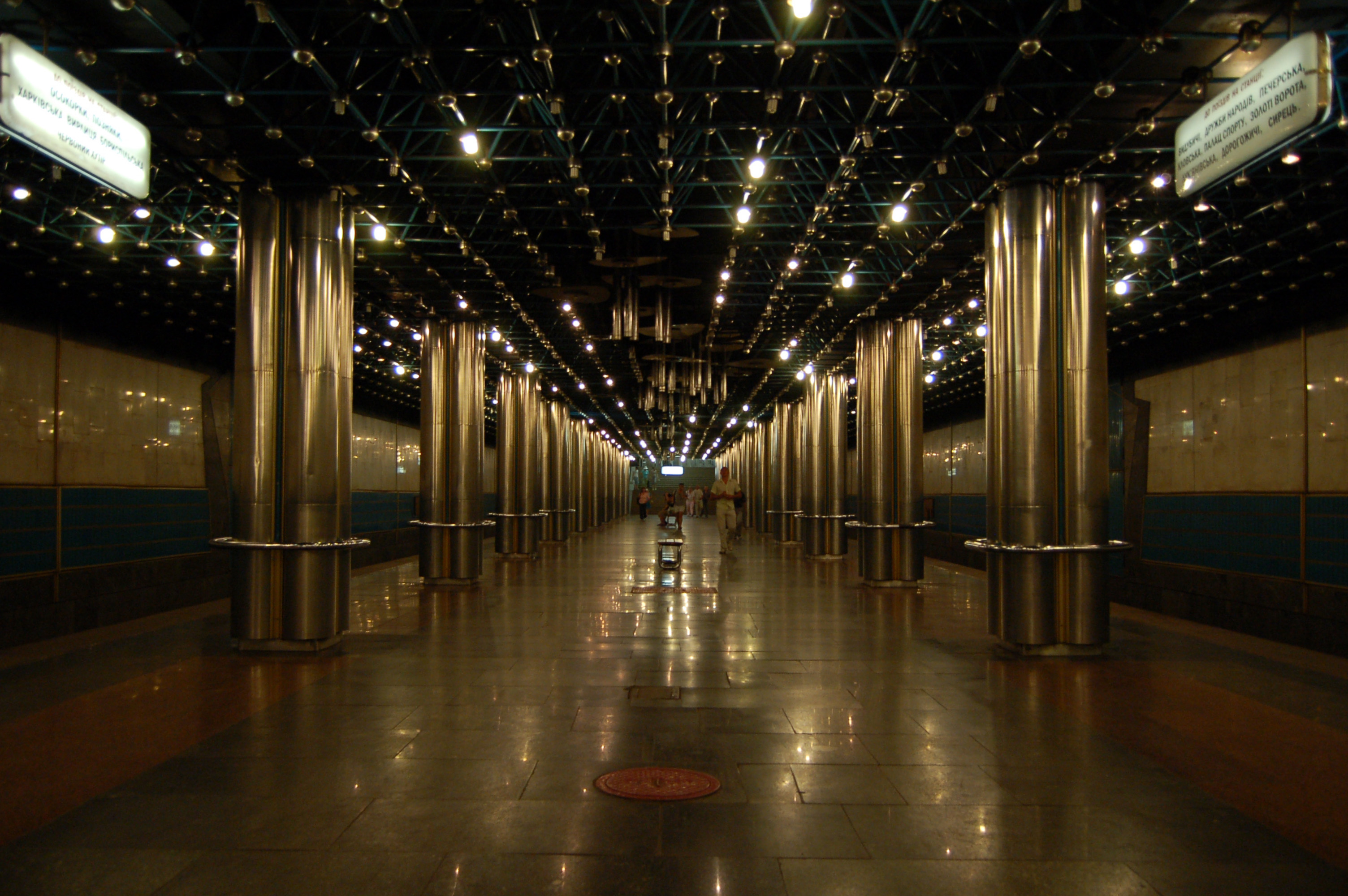
Станція метро Славутич

З 1960-х років селище Осокорки зв'язане з іншими місцевостями Лівого берега автобусним маршрутом № 42, який курсує від Микільської слобідки до Осокорків. Станом на початок 2015 року на території села також працюють маршрути автобусів № 35 (до станцій метро «Славутич» і «Осокорки») та № 64 (від станції метро «Славутич» до села Вишеньки), на території житлового масиву — автобус № 45, який прямує до станції метро «Дарниця». У 1990 — 2000-х роках із розвитком маршрутних таксі через Осокорки проходить ціла низка маршрутів.
При будівництві нових масивів Осокорки та Позняки було відкрито низку станцій метро Сирецько-Печерської лінії метрополітену: «Славутич» і «Осокорки» відкриті  30 грудня 1992 року, «Позняки» і «Харківська» — 28 грудня 1994 року. Станція «Славутич» розташована на історичній території села Осокорки. Вона і сусідня станція «Осокорки» обслуговують мешканців села Осокорки та садово-дачних ділянок «Нижні Сади», «Позняки» і «Харківська» — мешканців житлового масиву.
На території житлового масиву Осокорки розташовані гіпермаркети METRO Cash & Carry та «Епіцентр». У 2000 році в мікрорайоні 7-«А» відкрився перший в Україні супермаркет мережі Billa. Біля станції метро «Позняки» діють торгово-розважальні центри «Піраміда», «Аладдін», «Паралель», бізнес-центр «Платінум». В кінці проспекту Григоренка, за гіпермаркетом METRO з початку 2010-х років велося будівництво гігантського шопінг-молу KyivMall (станом на 2014 рік будівництво призупинено).
Крім житлових комплексів дуже активно будуються салони краси, центри лазерної косметології, перукарні, крамниці, торгові центри, спортклуби, дитячі садки та школи та інші елементи інфраструктури.

## Освіта і культура
На території селища Осокорки до початку 1990-х років знаходилася школа № 62. Її будівля (Зарічна вулиця, 16), що знаходиться біля північного виходу з станції метро «Славутич», була передана МВС. Школу ж було перенесено у нову будівлю за адресою Княжий затон, 17-В на новозбудованому житловому масиві Позняки. Також на території села розташована Бібліотека імені Квітки-Основ'яненка (Завальна вулиця, 1-В).
На території житлового масиву Осокорки розташовані:
- гімназія «Київська Русь» (6-й мікрорайон, вул. Бориса Гмирі, 2-В; відкрита 1 вересня 2013 року);
- Скандинавська гімназія № 28 (7-й мікрорайон, вул. Бориса Гмирі, 9-Б; відкрита у 2004 році);
- Гімназія міжнародних відносин № 323 (9-й мікрорайон, вул. Олександра Мишуги, 5; будівлю зведено у 1997 році);
- спеціалізована загальноосвітня школа I—III ступенів № 316 з поглибленим вивченням української мови (10-й мікрорайон, проспект Миколи Бажана, 32-А; відкрита у 1995 році[36]).

У розважально-торговому центрі «Аладдін» на житловому масиві функціонує сучасний кінотеатр мережі «Лінія кіно».

## Культові споруди
У 1908 році в Осокорках була дерев'яна церква Івана Богослова, збудована чи, ймовірніше, відбудована 1869 року. Церкву було зруйновано у 1930-х роках. У 1997 році парафія Святого Івана Богослова УПЦ МП відновила свою діяльність. Поруч з місцем, де стояла зруйнована церква, планувалося відбудувати храмовий комплекс. З 1997 році почалися богослужіння у пристосованому приміщенні — колишній хаті, а наприкінці 1990-х років поруч було зведено двоярусну цегляну дзвіницю із шатровою банею. У 2005 році почалося будівництво церкви в ім'я Великомученика Пантелеймона Цілителя, освяченої вже у 2006 році. Церква цегляна, однобанна, зведена за проектом архітектора В. Горбоноса в осучаснених формах архітектури Київської Русі, з боку вулиці влаштовано огорожу з брамою. Проект храмового комплексу також передбачає зведення трьохбанної церкви Святого Івана Богослова, благодійного центру та недільної школи.
Також на території села Осокорки, на 136-й Садовій вулиці діє Соборний храм Преображення Господнього Української Автокефальної Православної Церкви (канонічної).
На житловому масиві Осокорки також діє низка церков.
Поблизу станції метро «Позняки», у мікрорайоні 7-А, у березні 2001 року було освячено місце будівництва парафіяльного храму осокорківської парафії Святого Івана Богослова (УПЦ МП). Проект, автором якого є архітектор А. Фролов, передбачає зведення п'ятибанного храму з дзвіницею в осучаснених формах давньоруського зодчества. Верхній престол має бути присвячений Івану Богослову, нижній — Благовірній Тамарі, цариці Грузинській. У 2001—2002 роках поруч з будівельним майданчиком церкви, за сприяння компанії «Київміськбуд», було зведено цегляну однобанну каплицю в ім'я Мучениць Віри, Надії, Любові та матері їх Софії. Також було споруджено тимчасову дзвіницю та зрубний будинок для недільної школи, яка, втім, пізніше переїхала до нового цегляного приміщення, а будинок став приймальнею настоятеля.
На початку 2009 року у 6-му мікрорайоні почалося зведення церкви в ім'я Андрія Первозваного Української православної церкви Київського патріархату. 21 лютого 2009 року Святійший Патріарх Київський і всієї Руси-України Філарет освятив місце будівництва храму. 20 квітня 2013 року Патріархом були освячені хрести, які встановили на новозбудовану церкву, а 5 жовтня 2013 року Патріарх звершив чин освячення нижнього храму на честь святого апостола і євангеліста Іоана Богослова . Церква розташована за адресою вул. Єлізавети Чавдар, 1-А.
У 2004 році на вулиці Бориса Гмирі, навпроти будинку № 13, почав діяти храм на честь святих Кирила та Мефодія, що належить УПЦ МП. Богослужіння проходять у пристосованому приміщенні — будівельному вагончику.
19 лютого 2011 року була створена парафія Блаженної Ксенії Петербурзької УПЦ МП, а 14 жовтня того ж року — освячено місце будівництва парафіяльного храму в 11-му мікрорайоні, по Вишняківській вулиці, 1-А. Перша служба відбулася вже 4 грудня 2011 року, у новозведеній каплиці. Наступного року перед Паскою на дзвіницю були встановлені дзвони, того ж року відкрито недільну школу. Також на території храмового комплексу планується звести храм на честь Святого Рівноапостольного князя Володимира.

## Панорама

Вид на Осокорки з заходу
Вид на Осокорки з півночі
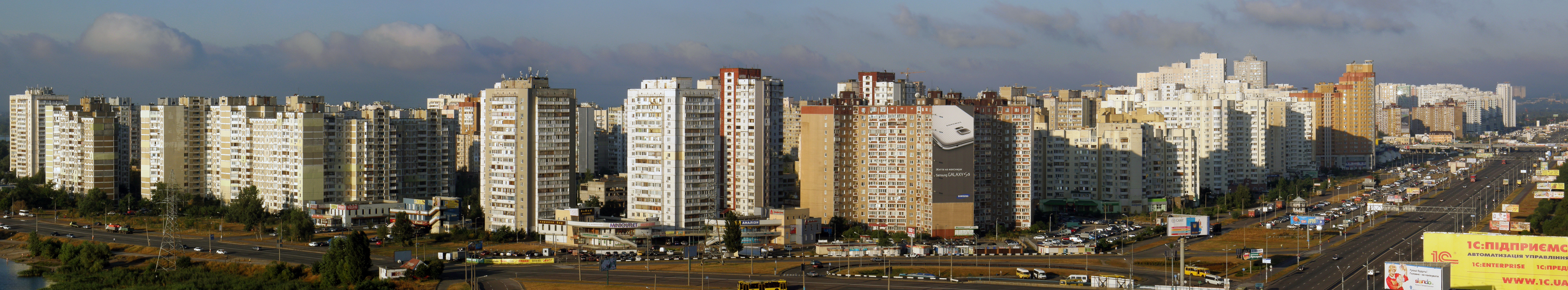
Вид на Осокорки зі сходу